# Mecynorhina
Mecynorrhina là một chi bọ cánh cứng châu Phi trong họ Scarabaeidae, phân họ Cetoniinae.

## Phân loại hiện tại
- Mecynorhina Hope, 1837 
  - Mecynorhina polyphemus (Fabricius, 1781)
- Mecynorrhinella Marais & Holm, 1992
  - Mecynorhina oberthueri Fairmaire, 1903
  - Mecynorhina torquata (Drury, 1782)
  - Mecynorhina ugandensis (Moser, 1907) (often treated as a subspecies of Mecynorhina torquata)
- Chelorhinella De Palma & Frantz, 2010
  - Mecynorhina kraatzi (Moser, 1905)
  - Mecynorhina savagei Harris, 1844
- Megalorhina Westwood, 1847
  - Mecynorhina harrisi (Westwood, 1847)
  - Mecynorhina mukengiana (Kolbe, 1884)
  - Mecynorhina taverniersi Allard, 1990
- Amaurodes Westwood, 1844 (Synonym = Chelorrhina Burmeister, 1842)
  - Mecynorhina passerinii (Westwood, 1844)

## Hình ảnh

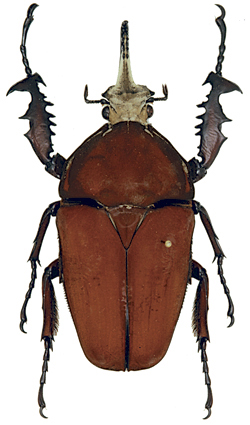
Mecynorhina ugandensis
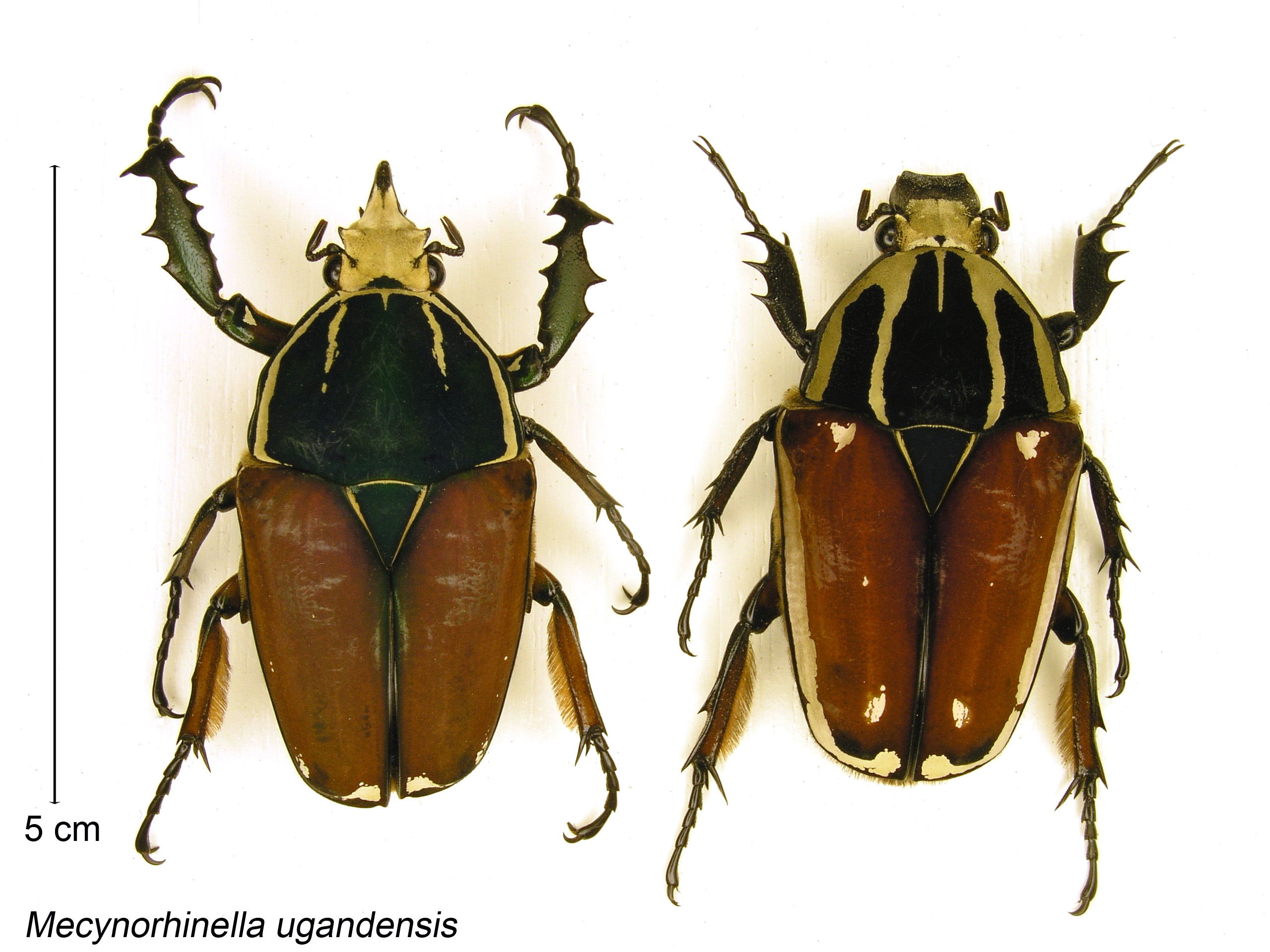
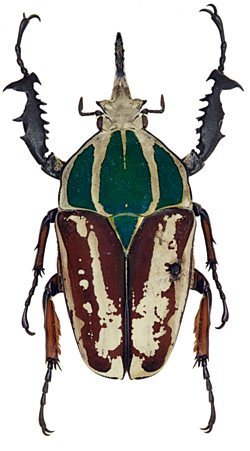
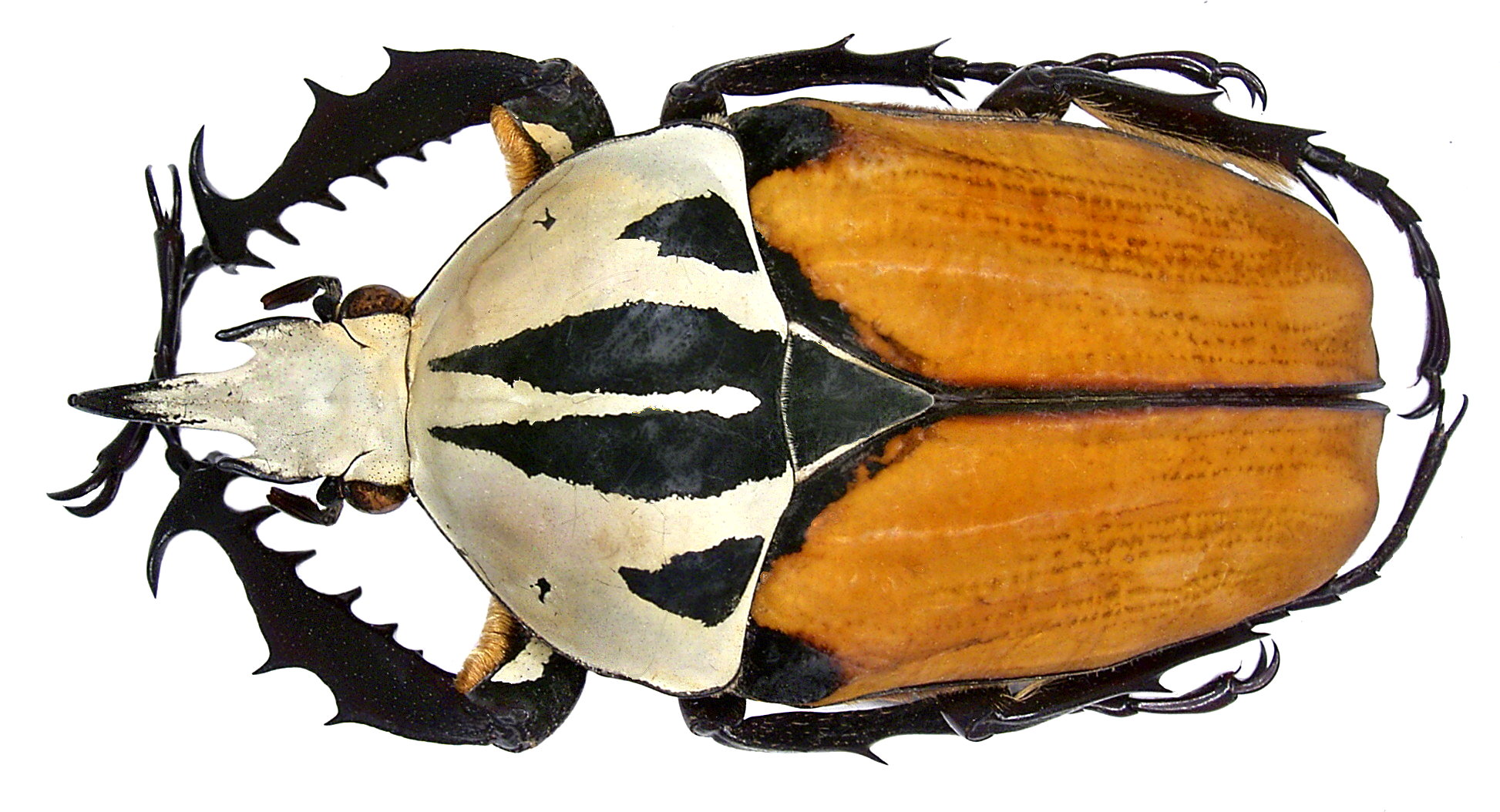
Mecynorhina oberthueri
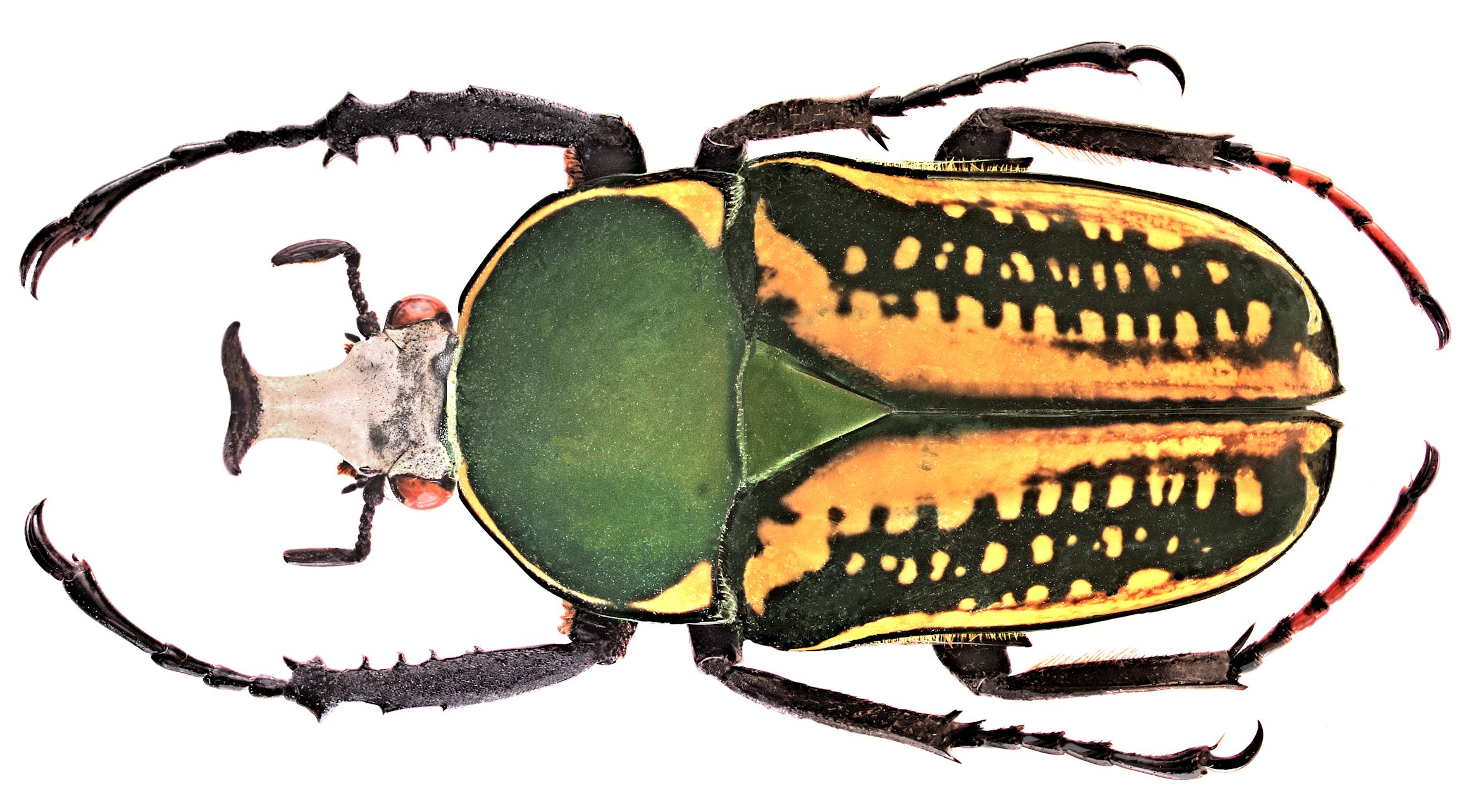
Mecynorhina harrisi harrisi